# Joutsa
Joutsa è un comune finlandese di 4171 abitanti, situato nella regione della Finlandia Centrale. Il paese di Leivonmäki è confluito nel comune di Joutsa nel 2008. Qui, nel 1985, si tenne la 26ª edizione delle Olimpiadi internazionali della matematica.